# Platysenta egestis
Platysenta egestis là một loài bướm đêm trong họ Noctuidae.